# Bétête
Bétête ist eine Gemeinde im Zentralmassiv in Frankreich. Sie gehört zur Region Nouvelle-Aquitaine, zum Département Creuse, zum Arrondissement Aubusson und zum Kanton Boussac. Sie grenzt im Nordwesten an La Cellette, im Norden an Tercillat, im Nordosten an Nouzerines, im Osten an Malleret-Boussac, im Südosten an Clugnat, im Süden an Saint-Dizier-les-Domaines und im Südwesten an Genouillac.

## Bevölkerungsentwicklung
| Jahr      | 1962 | 1968 | 1975 | 1982 | 1990 | 1999 | 2008 | 2013 |
| --------- | ---- | ---- | ---- | ---- | ---- | ---- | ---- | ---- |
| Einwohner | 670  | 668  | 651  | 638  | 525  | 427  | 359  | 346  |

## Sehenswürdigkeiten
- Gebäude des Klosters Prébenoît, seit 1980 Monument historique

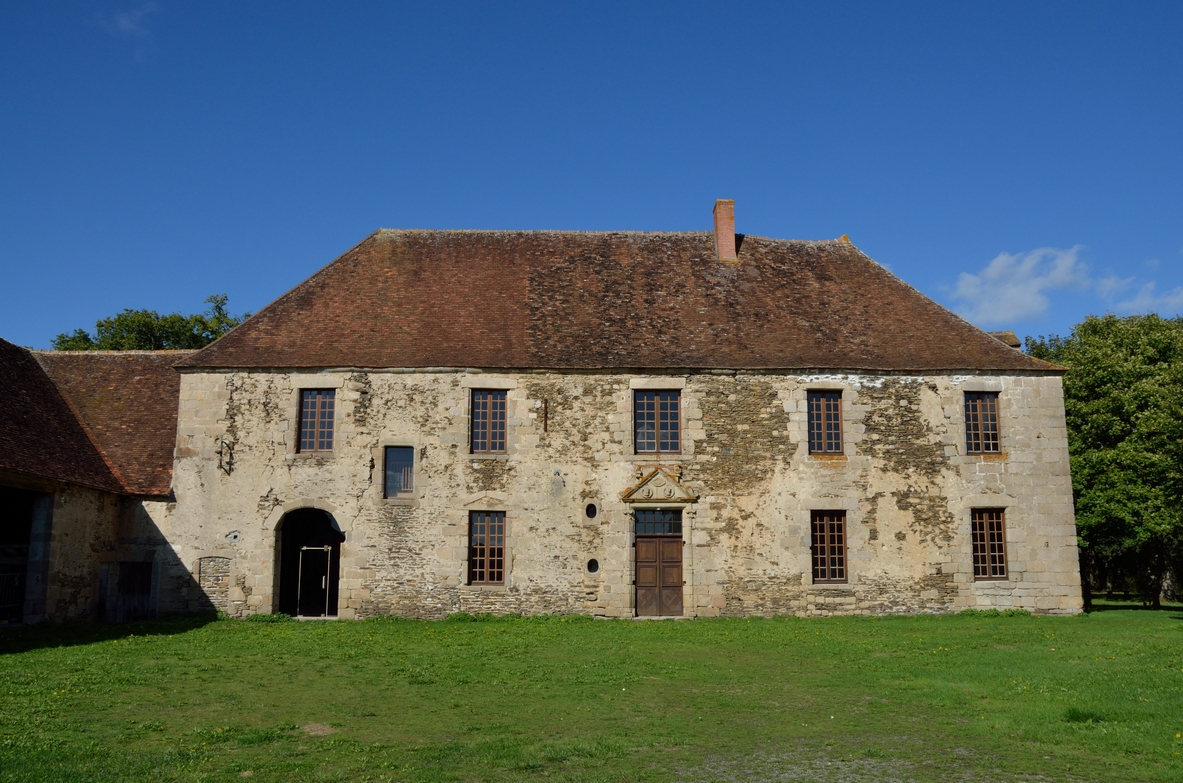
Gebäude des Klosters Prébênoît